# Rhadinaea vermiculaticeps
Espèce
Synonymes
- Taeniophis vermiculaticeps Cope, 1860
- Enicognathus taeniolatus Jan, 1863

Statut de conservation UICN

 NT  : Quasi menacé
Rhadinaea vermiculaticeps est une espèce de serpents de la famille des Dipsadidae.

## Répartition
Cette espèce est endémique du Panama.

## Publication originale
- Cope, 1860 : Catalogue of the Colubridae in the Museum of the Academy of Natural Sciences of Philadelphia, with notes and descriptions of new species. Part 2. Proceedings of the Academy of Natural Sciences of Philadelphia, vol. 12, p. 241-266 (texte intégral).